# 季里
季里（きり、1961年 - ）は、CGアーティスト、アニメーター、キャラクターデザイナー。
ビジュアルプロデューサーという肩書きで活動するクリエーターである。

## 経歴
大阪府立大手前高等学校を経て、1984年に大阪教育大学美術学科卒業。大学4年生の時に黎明期のCGを牽引していた大村皓一率いる大阪大学工学部電子工学科CGグループに研究生として参加し作品制作を開始。
NICOGRAPH'83で優秀賞を受賞後、松浦雅也とコラボレーションを始める。CGアーティストとして「ひらけ!ポンキッキ」「ひとりでできるもん!」「音楽ファンタジー・ゆめ」「みんなのうた」などの子供向け番組にキャラクターやアニメーションを多数提供。初期のバーチャルセットや3Dスキャナーの開発にも関わる。
1993年、松浦と株式会社七音社を設立し取締役/ビジュアルプロデューサーに就任。ゲーム「パラッパラッパー」シリーズのグラフィックス、「ビブリボン」シリーズのキャラクター＆グラフィックス、「たまごっちのプチプチおみせっち」の構成とダイアログなど担当。
デジタル絵本アプリ制作、子供向けワークショップなど幅広く活動。
女子美術大学芸術学部アート・デザイン表現学科教授。

## おもなデザイン活動

### デジタルコンテンツ
- Kaleid[K] KIRI MATSUURA WORKS 1983-1994 /kiss kiss 7（同名展覧会CD-ROMカタログ）
- パラダイス＊レスキュー（CDーROMゲーム、トンキンハウス）
- ビブリボン（ソニー・コンピュータエンタテインメント）
- ライムライダーケロリカン（バンダイ）
- モジブリボン（ソニー・コンピュータエンタテインメント）
- ビブリップル（ソニー・コンピュータエンタテインメント）
- ノビパン（バイアコム）

### テレビ番組
- TVの国のアリス（NHK総合）
- おかあさんといっしょ（NHK教育）
- ひらけ!ポンキッキ（フジテレビ）
- 音楽ファンタジー・ゆめ（NHK教育）
- おもしろ学問人生（NHK総合）
- ナイトジャーナル（NHK総合）
- 天才てれびくん（NHK総合）
- ひとりでできるもん!（NHK総合）
- みんなのうた（NHK）
- フランス語会話（NHK教育）
- 井の中のカワズ君（フジテレビ）
- くるくるドカン～新しい波を探して～（フジテレビ）
- Sense of Japan（NHK WORLD）
- NIHONGO QUICK LESSON（NHK WORLD）

### 書籍
- ありがとサンキュー（ソニーマガジンズ）2004
- ビブリホン　ビブリと楽しいビブリ語辞典（ソニーマガジンズ）2000/12
- 趣味悠々　パソコンだからここまでできる！手作りカード・年賀状（NHK出版）2007/10

## 教育活動
- 元京都精華大学美術学部デザイン学科　アーバンリビングデザイン/ビジュアル・コミュニケーション　非常勤講師
- 元大阪教育大学美術学科　非常勤講師
- 元大阪教育大学大学院　美術・書道専攻　非常勤講師
- 元筑波大学情報学群情報メディア創成学類客員教授
- 多摩美術大学美術学部情報デザイン学科非常勤講師
- 女子美術大学芸術学部アート・デザイン表現学科特任教授